# 今夜もやっぱりFUNKYパジャマ
今夜もやっぱりFUNKYパジャマ（こんやもやっぱりファンキーパジャマ）は、1992年10月から1996年9月まで東海ラジオ放送の平日の夜で放送されていたラジオ番組（夜ワイド番組）。

## 概要
放送開始当初は、前の夜ワイド番組『POP ROCK SUPER BEST10』の木曜・金曜パーソナリティでもあった大内ひろのしんが月曜日から金曜日まで通してパーソナリティを務めていたため、タイトルも『大内ひろのしんの今夜もやっぱりFUNKYパジャマ』だった。1994年10月からパーソナリティが日替わりになり、大内は月曜日のみの出演となった。
主なターゲットのリスナー層は20歳代前半とされ、はがきを中心とした構成の番組とされていた。
放送時間は、当初は22:30-24:00。この枠は、本番組がスタートする前の1992年9月までは22時台は日替わり番組枠、23時台は5分-15分の帯番組が並ぶ枠で、前の夜ワイド番組に当たる『POP ROCK SUPER BEST10』（21:30-22:30）からワイド枠を移動させた上、23時台の帯番組を改廃統合し、当番組に内包化した。1995年9月までこの22:30スタートだったが、1995年10月から20:30スタートに拡大。1996年4月からも火-金曜日が21:00スタート（「東海ラジオ ガッツナイター」終了後）となった。
本番組では、当時の深夜番組『J・POP Magic』と連動した企画で、70から80人のリスナーによる、曲名を伏せて曲を聴き審査する試聴会『ミュージックブラインドテスト』を行い、そこで好評を得た曲を優先的にオンエアするなどの企画を一時期行っていた。
夜ワイドとしての後番組は『Pee Pee Jaca Jacans』。

## パーソナリティ
1992年10月-1994年9月
- 大内ひろのしん （全日）

1994年10月-1996年9月
- 大内ひろのしん （月曜日・1996年9月まで）
- 相羽としえ (当時、東海ラジオアナウンサー)（月曜日・1994年10月-1996年3月）
- 新野ひろし （火曜日・1994年10月-1995年3月）
- チャッピー （火曜日・1994年10月-1995年3月）
- BS1(新野ひろし・ボビー宇野) （火曜日・1995年4月-1996年9月）
- 多田木亮佑 （水曜日・1994年10月-1996年9月）
- 新居田美紀 (当時、東海ラジオアナウンサー、現：佐久間美紀)（水曜日・1994年10月-1996年3月）
- タックイン （木曜日・1994年10月-1996年3月）
- RAZZ MA TAZZ （金曜日・1994年10月-1995年9月）
- 源石和輝 (東海ラジオアナウンサー)（金曜日・1995年10月-1996年3月）
- 藪下貴子 （金曜日・1995年10月-1996年9月）

## 放送時間
- 毎週月曜日-金曜日 22:30-24:00 （1992年10月-1995年9月）
- 毎週月曜日〜木曜日 20:30-24:00 ／ 毎週金曜日 20:30〜25:00 （1995年10月〜1996年3月）
この間、22:00-22:30は日替わり番組枠となり、『きまぐれオレンジ☆ロード Original』（月曜）、『もっとときめきメモリアル』（火曜）、『かおりのHello!アニポップ』（水曜）、『アニマガパラディ ドラマワールド』（木曜）を放送。
- 毎週月曜日 22:00-23:30 ／ 毎週火曜日-金曜日 21:00〜23:30 （1996年4月〜1996年9月）

## コーナー・内包番組
- 東幹久 今夜もブレイク! （ニッポン放送制作、月-木、1992年10月-1993年9月）[2]
- ABO ABO ABABA （金曜、1992年10月-1995年9月）[3]
- チケットパニック!
- FUNKYパジャマカップ サッカーリーグ FUNKYカルチョ （1992年10月-1996年3月）
- 観月ありさ 全国Radio （文化放送制作、1992年10月-1993年9月）
- ライオントークビレッジ 加勢大周 ワイルドで行こう （ニッポン放送制作、1992年10月-1993年9月）[4]
- 宇宙英雄物語 （金曜、1992年10月-1993年3月）
- 兵藤ゆきのFUNKYエルディ （1993年4月-1994年3月）[5]
- FUNKYわがままスキーメッセ （水・木、1993年10月-1994年3月）
- ジャイアント馬場の王者の魂 （月曜、1994年4月-1995年3月）
- シオン・新宿の片隅で （1994年10月-1995年3月）
- STOP THE SMAP （文化放送制作、1994年10月-）
- 独占!!Jリーグエキスプレス （ニッポン放送制作、1995年10月から枠拡大により内包番組に）
- 街角リクエスト （金曜、1995年10月-1996年3月 20:40、21:40、22:40の3回放送）
- JRA 今日のドラゴンズ （1996年4月から本番組中で放送）
- YOSHIKIの悩み解決講座 BODY TO SOUL （1996年4月-）
- ローソン・ミュージックアクション （ニッポン放送制作、1996年4月-）
- 水野美紀 ふたりのアトリエ （文化放送制作、1996年4月-）
- YOKKO Yの疑問 （1996年4月-）